# Dinastía Yuan
La dinastía Yuan (chino: 元, Wade-Giles: Yüen, pinyin: Yuán), oficialmente Gran Yuan (chino: 大元; mongol: ᠳᠠᠢ
ᠥᠨ
ᠤᠯᠤᠰ, Dai Ön Ulus, "Gran Estado Yuan") fue una dinastía china fundada por los invasores mongoles en el año 1271. Fue establecida por Kublai Kan, el nieto del conquistador Gengis Kan, y duró hasta 1368, cuando los chinos Han expulsaron a los extranjeros y establecieron la dinastía Ming.

## Historia

### El ascenso de Kublai Kan
Gengis Kan unificó a las tribus mongolas y turcas de las estepas y se convirtió en Gran Kan en 1206. Él y sus sucesores expandieron el Imperio mongol por toda Asia, y bajo el reinado del tercer hijo de Gengis, Ogodei, los mongoles destruyeron la debilitada dinastía Jin en 1234, conquistando la mayor parte del norte de China. Ögedei ofreció a su sobrino Kublai una posición en Xingzhou, Hebei. Kublai era incapaz de leer chino, pero tuvo varios profesores chinos de la tribu Han contratados por su madre Sorgaqtani; también buscó el consejo de chinos budistas y consejeros confucianos. Möngke sucedió al hijo de Ögedei, Kuyuk, como Gran Kan en 1251. Concedió a su hermano Kublai los territorios mongoles en China, y este construyó escuelas para los estudiosos confucianos, emitió papel moneda, revivió rituales chinos y políticas aprobadas que estimularon el crecimiento agrícola y comercial. También fundó la ciudad de Kaiping, en Mongolia Interior, más tarde rebautizada Shangdu, su capital.
Möngke inició una campaña militar contra la dinastía Song del sur de China. Al morir en el 1259 sin un sucesor, Kublai regresó de la lucha contra la dinastía en 1260, cuando se enteró de que su hermano, Ariq Böke, estaba desafiando su derecho al trono. Tras esto, Kublai convocó una kurultai en la ciudad china de Kaiping que lo eligió Gran Kan, mientras que un kurultai rival en Mongolia proclamó a Ariq Böke Gran Kan, comenzando una guerra civil. Kublai Khan dependía de la cooperación de sus súbditos chinos para asegurarse de que su ejército recibiera amplios recursos, por lo que reforzó su popularidad entre sus súbditos modelando su gobierno en la burocracia de las dinastías chinas tradicionales y adoptando el nombre chino de Zhongtong. Ariq Böke se vio obstaculizado por sus suministros inadecuados y se acabó rindiendo en 1264. Así, los otros tres kanatos mongoles reconocieron como Gran Khan a Kublai, pero en realidad se mantuvieron funcionalmente autónomos. Con ello, la lucha civil había terminado definitivamente.

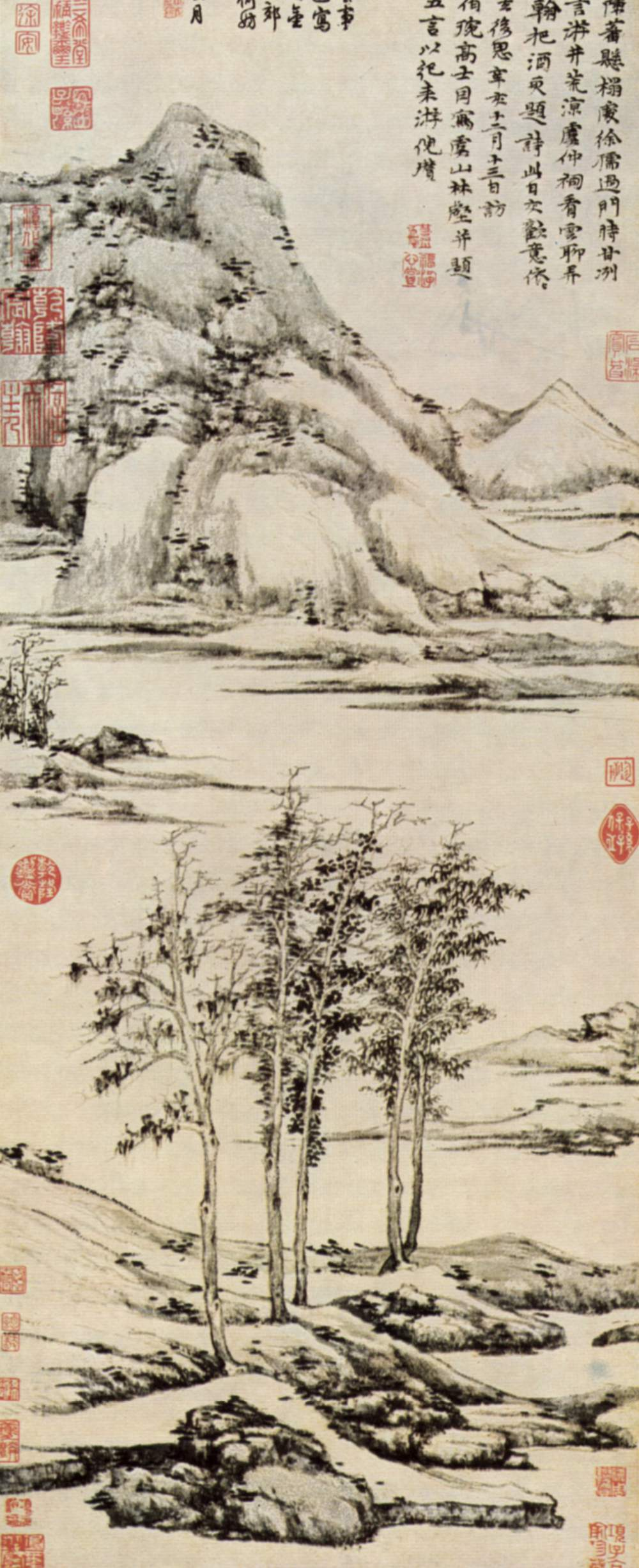
«Árboles en la ribera de Yushan», pintura de Ni Zan (1301-1374)

### Reinado de Kublai Khan

#### Primeros años
La inestabilidad marcó los primeros años del reinado de Kublai Khan. El nieto de Ögedei, Kaidu, se negó a someterse a Kublai y amenazó la frontera occidental de sus dominios. La hostil, pero debilitada Dinastía Song seguía siendo un obstáculo en el sur. Kublai aseguró la frontera noreste en 1259 instalando al príncipe rehén Wonjong como gobernante de Corea, convirtiéndolo en un estado tributario mongol. También fue amenazado por disturbios domésticos. Li Tan, el yerno de un poderoso funcionario, instigó una revuelta contra el gobierno mongol en 1262. Después de reprimir exitosamente la revuelta, Kublai frenó la influencia de los asesores Han en su corte. Temía que su dependencia de los funcionarios chinos lo dejara vulnerable a futuras revueltas y deserciones a los Song.
El gobierno de Kublai después de 1262 fue un compromiso entre preservar los intereses mongoles en China y satisfacer las demandas de sus súbditos chinos. Instituyó las reformas propuestas por sus asesores chinos al centralizar la burocracia, expandir la circulación de papel moneda y mantener los monopolios tradicionales sobre la sal y el hierro. Restauró la Secretaría Imperial y mantuvo la estructura administrativa local de las dinastías chinas anteriores sin cambios. Sin embargo, rechazó los planes para revivir los exámenes imperiales confucianos y dividió la sociedad Yuan en tres, luego cuatro clases, con los Han ocupando el rango más bajo. Los asesores chinos de Kublai aún ejercían un poder significativo en el gobierno, pero su rango oficial era nebuloso.

#### Fundación de la dinastía
Kublai preparó el traslado de la capital mongol de Karakorum en Mongolia a Khanbaliq (Cambaluc, en occidente) en 1264, construyendo una nueva ciudad cerca de la antigua capital de los Jurchen, Zhongdu, ahora la moderna Pekín, en 1266. En 1271, Kublai reclamó formalmente el Mandato del Cielo mediante el Edicto de Jianguo. De ahí declaró al año 1272 como el primer año del Gran Yuan (chino: 大元) en el estilo de una dinastía china tradicional. El nombre de la dinastía se originó en el I Ching y describe el "origen del universo" o una "fuerza primordial". Kublai proclamó a Khanbaliq la "Gran Capital" o Daidu (Dadu, chino: 大都 en chino) de la dinastía. El nombre de la era se cambió a Zhiyuan para anunciar una nueva era de la historia china. La adopción de un nombre dinástico legitimó el gobierno mongol al integrar al gobierno en la narrativa de la sucesión política tradicional china. Khublai evocó su imagen pública como un sabio emperador al seguir los rituales de la propiedad confuciana y la veneración de los antepasados, al tiempo que conservaba sus raíces como líder desde las estepas.
Kublai Khan promovió el crecimiento comercial, científico y cultural. Apoyó a los comerciantes de la red comercial de la Ruta de la Seda protegiendo el sistema postal mongol, construyendo infraestructuras, otorgando préstamos para financiar caravanas comerciales y fomentando la circulación de billetes de banco en papel (Ch, Chao). Durante el comienzo de la dinastía Yuan, los mongoles continuaron emitiendo moneda; sin embargo, bajo Külüg Khan las monedas fueron reemplazadas completamente por papel moneda. No fue hasta el reinado de Toghon Temür que el gobierno de la dinastía Yuan intentaría reintroducir las monedas de cobre para su circulación. La Pax Mongolica, permitió la difusión de tecnologías, productos y cultura entre China y Occidente. Kublai expandió el Gran Canal desde el sur de China hasta Daidu en el norte. El dominio mongol era cosmopolita bajo Kublai Khan. Dio la bienvenida a visitantes extranjeros a su corte, como el mercader veneciano Marco Polo, quien escribió la narración europea más influyente sobre el imperio Yuan. Los viajes de Marco Polo luego inspirarían a muchos otros como Cristóbal Colón a trazar un viaje al Lejano Oriente en busca de su legendaria riqueza.

#### Conquistas y campañas militares
Después de fortalecer su gobierno en el norte de China, Kublai siguió una política expansionista en línea con la tradición del imperialismo mongol y chino. Renovó un masivo ataque contra la dinastía Song al sur. Sitió Xiangyang entre 1268 y 1273, último obstáculo en su camino para capturar la rica cuenca del río Yangtsé. Realizó una expedición naval sin éxito contra Japón en 1274. Tomó la capital de los Song, Hangzhou, en 1276, la ciudad más rica de China. Los leales a los Song escaparon de la capital y entronizaron a un niño como emperador Bing de Song. Los mongoles derrotaron a los leales a la dinastía Song en la batalla de Yamen en 1279. El último emperador Song se ahogó, lo que puso fin a la dinastía. La conquista de los territorios de la dinastía Song reunieron el norte y el sur de China por primera vez en trescientos años.
La dinastía Yuan creó un «ejército de Han» (漢軍) a partir de tropas Jin y un ejército de soldados Song desertores, que fue llamado «Ejército recién enviado» (新附軍).
El gobierno de Kublai enfrentó dificultades financieras después de 1279. Las guerras y los proyectos de construcción habían agotado el tesoro mongol. Los esfuerzos para aumentar los ingresos fiscales se vieron plagados de corrupción y escándalos políticos. Las expediciones militares mal manejadas siguieron a los problemas financieros. La segunda invasión de Kublai a Japón en 1281 fracasó debido a un tifón desfavorable. Kublai fue vencido en sus campañas contra Annam, Champa y Java, pero logró una victoria pírrica contra Birmania. Las expediciones se vieron obstaculizadas por enfermedades, un clima inhóspito y un selvático terreno tropical inadecuado para la guerra de los mongoles. La dinastía Trần que gobernaba Annam (Dai Việt) derrotó a los mongoles en la batalla de Bạch Đằng (1288). Pero Annam, Birmania y Champa reconocieron la hegemonía mongola y establecieron relaciones de vasallaje con la dinastía Yuan.
La lucha interna amenazó a Kublai dentro de su imperio. Kublai Khan reprimió las rebeliones que desafiaban su gobierno en el Tíbet y el noreste. Su esposa favorita murió en 1281 y también lo hizo su heredero elegido en 1285. Kublai se desanimó y se retiró de sus deberes como emperador. Cayó enfermo en 1293 y murió el 18 de febrero de 1294.

### Sucesores de Kublai

#### Timur Kan
La sucesión de la dinastía Yuan, sin embargo, fue un problema intratable, que más tarde causó muchos conflictos y luchas internas. Esto surgió ya en el final del reinado de Kublai. Kublai originalmente nombró a su hijo mayor, Zhenjin, como príncipe heredero, pero este murió antes que Kublai en 1285. Así, el tercer hijo de Zhenjin, con el apoyo de su madre Kökejin y el ministro Bayan, lo sucedió en el trono y gobernó como Timur Kan o emperador Chengzong, desde 1294 hasta 1307. Timur Kan decidió mantener y continuar gran parte del trabajo iniciado por su abuelo. También hizo las paces con los kanatos mongoles occidentales, así como con países vecinos como Vietnam, que reconoció su soberanía nominal y pagó tributos durante algunas décadas. Sin embargo, la corrupción en la dinastía Yuan comenzó durante el reinado de Timur Kan.

#### Külüg Kan
Külüg Kan (emperador Wuzong) llegó al trono después de la muerte de Timur Kan. A diferencia de su predecesor, no continuó con el trabajo de Kublai, rechazando en gran medida sus objetivos. Más significativamente, introdujo una política llamada "Nuevos acuerdos", centrada en las reformas monetarias. Durante su breve reinado (1307–11), el gobierno tuvo dificultades financieras, en parte debido a las malas decisiones tomadas por Külüg. Al momento de su muerte, China estaba gravemente endeudada y la corte Yuan enfrentaba el descontento popular.

#### Ayurbarwada Buyantu Kan
El cuarto emperador Yuan, Buyantu Kan (Ayurbarwada), fue un gobernante competente. Fue el primer emperador Yuan en apoyar y adoptar activamente la cultura china después del reinado de Kublai, ante el descontento de parte de la élite mongol. Él había sido tutelado por Li Meng, un académico confuciano. Realizó muchas reformas, incluida la liquidación del Departamento de Asuntos del Estado (chino: 省), que resultó en la ejecución de cinco de los funcionarios de más alto rango. A partir de 1313 los exámenes imperiales tradicionales fueron reintroducidos para elegir los futuros funcionarios, probando su conocimiento sobre obras históricas significativas. Además, codificó gran parte de la ley, además de publicar o traducir varios libros y obras chinas.

#### Gegeen Kan y Yesün Temür
El emperador Gegeen Kan, hijo y sucesor de Ayurbarwada, gobernó por solo dos años, de 1321 a 1323. Continuó las políticas de su padre para reformar el gobierno basándose en los principios confucianos, con la ayuda de su recién nombrado gran canciller Baiju. Durante su reinado, el Da Yuan Tong Zhi (chino: 大 元 通 制, ‘las instituciones integrales del Gran Yuan’), una gran colección de códigos y regulaciones de la dinastía Yuan iniciada por su padre, fue promulgada formalmente. Gegeen fue asesinado en un golpe de Estado que involucró a cinco príncipes de una facción rival, tal vez la élite de la estepa opuesta a las reformas confucianas. Colocaron a Yesün Temür (o Taidingdi) en el trono y, después de un intento fallido de calmar a los príncipes, también sucumbió al regicidio.
Antes del reinado de Yesün Temür, China había estado relativamente libre de rebeliones populares después del reinado de Kublai. Sin embargo, el control Yuan comenzó a descomponerse en aquellas regiones habitadas por minorías étnicas. El inicio de estas revueltas y la subsiguiente represión agravaron las dificultades financieras del gobierno Yuan, que tuvo que adoptar algunas medidas para aumentar los ingresos, como la venta de oficinas, así como reducir sus gastos en algunos artículos.

#### Jayaatu Kan Tugh Temür
Cuando Yesün Temür murió en Shangdu en 1328, Tugh Temür fue llamado a Janbalic por el comandante Kipchak, El Temür. Fue instalado como el emperador (emperador Wenzong) en Janbalic, mientras que el hijo de Yesün Temür, Ragibagh, asumió el trono en Shangdu con el apoyo del criado favorito de Yesün Temür, Dawlat Shah. Con el apoyo de príncipes y oficiales del norte de China y algunas otras partes del imperio, Tugh Temür, con sede en Janbalic, al final ganó la guerra civil contra Ragibagh, conocida como la Guerra de las Dos Capitales. Posteriormente, abdicó en favor de su hermano Kusala, quien fue respaldado por el Kan Eljigidey de Chagatai y anunció la intención de darle la bienvenida a Janbalic. Sin embargo, Kusala murió repentinamente solo cuatro días después de un banquete con Tugh Temür. Supuestamente fue envenenado por El Temür, y Tugh Temür volvió a asumir el trono. Tugh Temür también logró enviar delegados a los kanatos mongoles occidentales, la Horda de Oro y el Ilkanato, para ser aceptado como el soberano del mundo mongol. Sin embargo, fue un títere del poderoso oficial El Temür durante sus últimos tres años de reinado. El Temür purgó a los funcionarios seguidores del fallecido Kusala y llevó el poder a los señores de la guerra, cuyo gobierno despótico marcó claramente el declive de la dinastía.
Debido a que la burocracia estaba dominada por El Temür, Tugh Temür es conocido por su contribución cultural. Adoptó muchas medidas para honrar el confucianismo y promover los valores culturales chinos. Su esfuerzo más concreto para patrocinar la enseñanza china fue fundar la Academia del Pabellón de la Estrella de la Literatura (chino: 奎章 閣 學士 院), establecida por primera vez en la primavera de 1329 y diseñada para realizar "una serie de tareas relacionadas con la transmisión de la alta cultura confuciana al establecimiento imperial mongol". La academia fue responsable de compilar y publicar varios libros, pero su logro más importante fue la compilación de un vasto compendio institucional llamado Jingshi Dadian (chino: 經 世 大典). Tugh Temür apoyo a Zhu Xi y su neoconfucionismo y también se dedicó al budismo.

#### Toghon Temür
Después de la muerte de Tugh Temür en 1332 y la muerte posterior de Rinchinbal (emperador Ningzong) el mismo año, el niño de 13 años Toghon Temür (emperador Huizong), el último de los nueve sucesores de Kublai Kan, fue convocado de nuevo desde Guangxi y asumió el trono. Después de la muerte de El Temür, Bayan se convirtió en un funcionario tan poderoso como lo había sido al principio de su largo reinado. A medida que Toghun Temür creció, llegó a desaprobar el gobierno autocrático de Bayan. En 1340 se alió con el sobrino de Bayan, Toqto'a, que estaba en desacuerdo con su tío, y desterró a Bayan mediante un golpe de Estado. Con el destierro de Bayan, Toqto'a tomó el poder de la corte. Su primera administración exhibió claramente un nuevo espíritu fresco. También dio algunas señales tempranas de una dirección nueva y positiva en el gobierno central. Uno de sus proyectos exitosos fue terminar las largas historias oficiales de las dinastías Liao, Jin y Song, en 1345. Sin embargo, Toqto'a renunció a su cargo con la aprobación de Toghun Temür, marcando el final de su primera administración, y no fue llamado de nuevo hasta 1349.

### La decadencia del imperio
Los últimos años de la dinastía Yuan estuvieron marcados por la lucha, el hambre y el descontento entre la población. Con el tiempo, los sucesores de Kublai Khan perdieron toda influencia en las otras tierras mongolas en Asia, ya que los mongoles más allá del Reino Medio los veían como demasiado chinos. Gradualmente, también perdieron influencia en China. Los reinados de los últimos emperadores Yuan fueron cortos y estuvieron marcados por intrigas y rivalidades. Sin interés en la administración, estaban separados tanto del ejército como de la población, y China estaba desgarrada por la disensión y la inquietud. Los forajidos devastaron el país sin la interferencia de los ejércitos Yuan.
Desde finales de la década de 1340 en adelante, los habitantes del campo sufrieron frecuentes desastres naturales como sequías, inundaciones y las hambrunas resultantes, la falta de políticas efectivas del gobierno llevó a la pérdida del apoyo popular. En 1351, comenzó la Revuelta de los Turbantes Rojos y se convirtió en un levantamiento nacional. En 1354, cuando Toghtogha dirigió a un gran ejército para aplastar a los rebeldes, Toghun Temür lo despidió de repente por temor a la traición. Esto dio lugar a la restauración del poder de Toghun Temür por un lado y al rápido debilitamiento del gobierno central por el otro. No teniendo más remedio que confiar en el poder militar de los señores de la guerra locales, gradualmente perdió su interés en la política y dejó de intervenir en las luchas políticas. Huyó al norte a Shangdu (actual Pekín) en 1368 después del acercamiento de las fuerzas de la Dinastía Ming (1368–1644), fundada por Zhu Yuanzhang en el sur. Trató de recuperar Khanbaliq, pero finalmente fracasó; murió en Yingchang (ubicado en la actual Mongolia Interior) dos años después (1370). Yingchang fue capturado por los Ming poco después de su muerte. Algunos descendientes de la familia real todavía viven en Henan actualmente.
El Príncipe de Liang, Basalawarmi, estableció un Estado separado de resistencia a los Ming en Yunnan y Guizhou, pero sus fuerzas fueron derrotadas de manera decisiva por los Ming en 1381. Para 1387, las fuerzas Yuan restantes en Manchuria bajo Naghachu también se habían rendido a la dinastía Ming. Los restos de los Yuan se retiraron a Mongolia después de la caída de Yingchang en 1368, donde el nombre de Gran Yuan (大 元) siguió siendo usado formalmente, y se conoce como la dinastía Yuan del Norte.

## Lista de emperadores de la dinastía Yuan
Chino convencional: "Yuan" + nombre de templo (excepto Kublai, Yesün Temür, Ragibagh y Toghon Temür).
| Nombre Kan      | Nombre de templo | Nombre de templo | Nombre póstumo    | Nombre póstumo | Nombre propio           | Reinado   |
| --------------- | ---------------- | ---------------- | ----------------- | -------------- | ----------------------- | --------- |
| Kublai [忽必烈] | Shìzǔ            | 世祖             | no usado          | no usado       | Borjigin Kublai         | 1260-1294 |
| Timur           | Chéngzōng        | 成宗             | no usado          | no usado       | Borjigin Temür          | 1294-1307 |
| Külüg           | Wǔzōng           | 武宗             | no usado          | no usado       | Borjigin Qayshan        | 1308-1311 |
| Buyantu         | Rénzōng          | 仁宗             | no usado          | no usado       | Borjigin Ayurparibhadra | 1311-1320 |
| Gegeen          | Yīngzōng         | 英宗             | no usado          | no usado       | Borjigin Suddhipala     | 1321-1323 |
| Yesün-Temür     | Jìnzōng          | 晉宗             | Emperador Taiging | 泰定帝         | Borjigin Yesün-Temür    | 1323-1328 |
| Ragibagh        | —                | —                | Emperador Taishun | 天順帝         | Borjigin Arigaba        | 1328      |
| Jayaatu         | Wénzōng          | 文宗             | no usado          | no usado       | Borjigin Toq-Temür      | 1328-1329 |
| Khutughtu       | Míngzōng         | 明宗             | no usado          | no usado       | Borjigin Qoshila        | 1329      |
| Jayaatu         | Wénzōng          | 文宗             | no usado          | no usado       | Borjigin Toq-Temür      | 1329-1332 |
| Rinchibal       | Níngzōng         | 寧宗             | no usado          | no usado       | Borjigin Rinchibal      | 1332      |
| no usado        | no usado         | no usado         | Emperador Shun    | 順帝           | Borjigin Toghan-Temür   | 1333-1370 |